# (8161) Newman
(8161) Newman (1990 QP3) – planetoida z pasa głównego asteroid okrążająca Słońce w ciągu 5,64 lat w średniej odległości 3,17 au. Odkryta 19 sierpnia 1990 roku.